# Galambos Zoltán (lelkész)

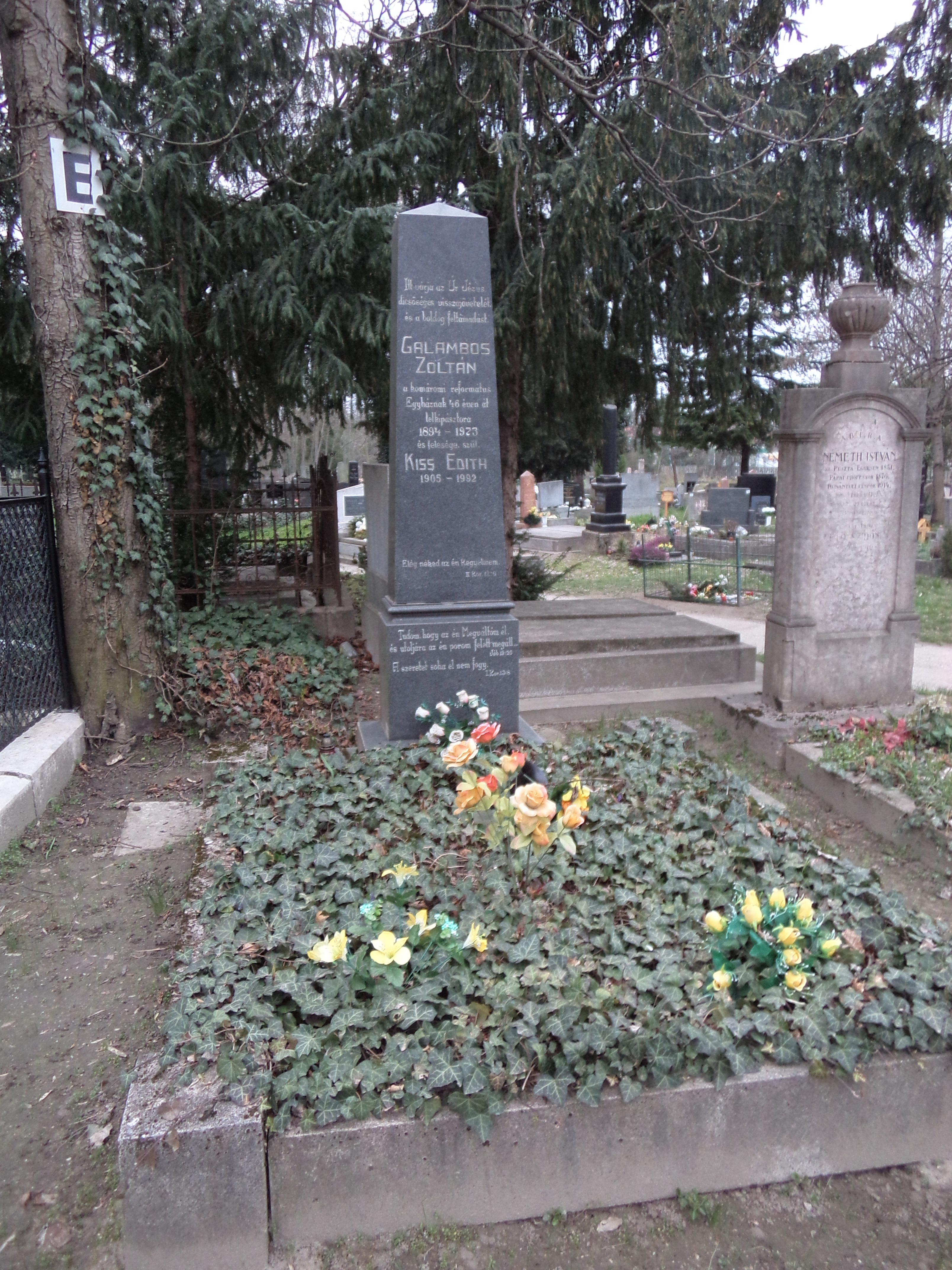
Sírja Komáromban

Galambos Zoltán (Réte, 1894. június 22. – Komárom, 1973. január 29.) református lelkipásztor, lapszerkesztő, teológiai fordító.

## Élete
Édesapja Galambos László rétei lelkész, édesanyja Jolán, Ónody Zsigmond komáromszentpéteri lelkész lánya.
Az elemi iskola első négy osztályát szülőfalujában végezte el, majd Pozsonyba került cseregyerekként a német nyelv elsajátítására. Ezután a Pozsonyi Evangélikus Líceumba járt, majd a pápai gimnáziumba, ahol 1915-ben érettségizett. A Magyar Evangélikus Diákszövetség Felsőszeliben tartott konferenciájának hatására az addig tervezett kereskedelmi pálya helyett a papi hivatást választotta. A bécsi protestáns teológiai fakultásra került és 1917 nyarán Bernhardinum hollandiai stipendiumot kapott, mely alatt a nyári szemesztereket németországi egyetemeken töltötte. 1922-től Budapesten, leányiskolákban lett hitoktató. 
1923-ban döntenie kellett állampolgárságáról, ekkor került Losoncra református teológiára docensnek. 1924-ben két hónapig káplán volt Komáromszentpéteren, egy hónapig Vágfarkasdon és december 4-től komáromi második segédlelkész. 1925 szeptember 13-tól 1971-ig Komáromban volt lelkész. 1925–1929 között a losonci Református Teológiai Akadémián oktatott. 1949-ben vezetésével hozták létre az Országos Református Lelkészegyesületet.
Írt a Hoongaarische Herautba, 1953-ig a Kálvinista Szemle és a Kalvínske hlasy főszerkesztője volt. Szerkesztette a Kis tükör helyi egyházi lapot.

## Emléke
- 2014 Hársfa és emlékkő a komáromi református templom udvarán

## Művei
- 1922 A hollandiai reformátusok egyházi élete
- 1929 Szentföldön
- 1943 Heidelbergi káté - A református keresztyén egyház hitvallása. Budapest.